# Astrocaryum farinosum
Espèce
Astrocaryum farinosum est une espèce de palmiers à feuilles pennées.